# Amathusia ribbei
Amathusia ribbei är en fjärilsart som beskrevs av Eduard Honrath 1886. Amathusia ribbei ingår i släktet Amathusia och familjen praktfjärilar. Inga underarter finns listade i Catalogue of Life.